# Seleção Trinitária de Rugby Union
A Seleção Trinitária de Rugby Union é a equipe que representa Trinidad e Tobago em competições internacionais de Rugby Union.

## História
Trinidad e Tobago disputou seu primeiro jogo de rugby union em Georgetown contra Bermuda em 1979. Trinidad e Tobago perdeu na sua estreia pelo placar de 42 a 0. 
Trinidad e Tobago jogou as eliminatórias para a Copa do Mundo de Rugby Union de 1999, realizado no País de Gales. Sua primeira partida no torneio de qualificação foi contra o Brasil em Port of Spain. Trinidad e Tobago venceu o jogo pelo placar elástico de 41 a 0. Na segunda fase enfrentaram as seleções do Chile e a de Bermuda. Trinidad e Tobago perdeu seu primeiro jogo contra o Chile por 35 a 6, e perdeu o segundo contra Bermuda por 52 a 6, acabando com todas as esperanças de se classificarem para a Copa.
Como uma das melhores seleções da América Central, a seleção trinitária tentou novamente se classificar para a Copa, desta vez para a Copa do Mundo de Rugby Union de 2003, na Austrália. Na primeira fase, a equipe derrotou a Jamaica por 51 a 5 e derrotou a eqipe das Ilhas Cayman por 12 a 8. No terceiro e mais esperado jogo do grupo, derrotou as Bermuda pelo placar de 23 a 12 e avançou para a segunda fase. Na segunda fase foram derrotados pelo Brasil pelos placares de 11 a 10 e 9 a 0, e mais uma vez ficaram de fora da fase final.
Em 2005, Trinidad e Tobago participou das Eliminatórias para a Copa do Mundo de Rugby Union de 2007 na França. Eles foram agrupados no grupo caribenho juntamente com Barbados, Guiana e Santa Lúcia. A seleção de Trinidad e Tobago venceu sua primeira partida por 82 a 8 contra Santa Lúcia, sua maior vitória em jogos oficiais, mas foram derrotados pelas seleções da Guiana e Barbados, terminando em terceiro no grupo.7
Recentemente, Trinidad e Tobago passou a competir no Caribe Championship, Um torneio que inclui Antígua e Barbuda, Bermuda, Ilhas Cayman, Jamaica, Bahamas, Ilhas Virgens Britânicas e Guiana.
Como o Caribe Championships faziam parte das eliminatórias da Copa do Mundo de Rugby Union de 2011, o Trinidad e Tobago, atual campeão, avançou para a segunda fase, contra o Brasil. Os "Guerreiros Calypso'" enfrentaram a grande evolução brasileira e perderam os dois jogos por 31 a 8 e 24 a 12, terminando novamente com as chances de qualificação para uma Copa do Mundo.

## Uniforme
Camisa vermelha com faixa preta horizontal com duas bordas brancas e mangas vermelhas com faixa preta e bordas brancas, calção preto e meias vermelhas.
| Uniforme Titular |

## Confrontos
Seu registro de confrontos com outras nações:
| Adversário  | Jogos | Vitórias | Empates | Derrotas | Pontos marcados | Pontos sofridos | Aproveitamento (%) |
| ----------- | ----- | -------- | ------- | -------- | --------------- | --------------- | ------------------ |
| Bahamas     | 1     | 1        | 0       | 0        | 32              | 12              | 100%               |
| Barbados    | 3     | 2        | 0       | 1        | 84              | 25              | 66,6%              |
| Bermudas    | 4     | 2        | 0       | 2        | 78              | 108             | 50%                |
| Brasil      | 5     | 1        | 0       | 4        | 71              | 75              | 20%                |
| Ilhas Caimã | 2     | 2        | 0       | 0        | 51              | 20              | 100%               |
| Chile       | 1     | 0        | 0       | 1        | 6               | 35              | 0%                 |
| Guiana      | 2     | 1        | 0       | 1        | 61              | 53              | 50%                |
| Jamaica     | 2     | 2        | 0       | 0        | 120             | 10              | 100%               |
| Martinica   | 3     | 2        | 0       | 1        | 99              | 53              | 66,6%              |
| Santa Lúcia | 1     | 1        | 0       | 0        | 82              | 0               | 100%               |
| Venezuela   | 1     | 1        | 0       | 0        | 26              | 23              | 100%               |
| Total       | 25    | 15       | 0       | 10       | 710             | 414             | 68.4%              |